# Distretto di Çamardı
Il distretto di Çamardı (in turco Çamardı ilçesi) è uno dei distretti della provincia di Niğde, in Turchia.